# Parti de la Renaissance et de la Vertu
Le Parti de la renaissance et de la vertu (PRV, arabe : حزب النهضة والفضيلة) est un parti politique marocain de courant islamiste créé le 25 décembre 2005. Lors de la campagne aux élections législatives de 2011, il rejoint la coalition hétéroclite Alliance pour la démocratie avec sept autres partis de diverses idéologies, une coalition qui disparaitra rapidement à la suite de sa défaite dans le scrutin remporté par le Parti de la justice et du développement le 25 novembre 2011.

## Histoire
Le Parti de la renaissance et de la vertu a été créé le 25 décembre 2005. Les membres fondateurs sont issus en grande partie du « Mouvement de la vigilance et de la vertu », celui-ci a été fondé le 9 avril 2004 par Mohamed Khalidi, ancien membre du bureau politique du Parti de la justice et du développement), et d'anciens membres des autres partis politiques notamment du Mouvement populaire, du Rassemblement national des indépendants et du Parti de l'Istiqlal. Le dépôt légal du dossier du PRV a été effectué le 19 janvier 2006, l'exercice réel de ses fonctions a démarré au début du mois de mai 2006.
Le PRV se définit comme un parti de référentiel islamique, tout comme le Parti de la justice et du développement.

## Participation aux élections

### Représentation parlementaire
Le PRV a participé aux législatives de 2007 où il a obtenu un siège dans la chambre basse du parlement marocain, remporté par le chef spirituel du parti Abdelbari Zamzami dans la circonscription de la médina de Casablanca. Lors des législatives de 2011, le parti n'a obtenu aucun siège, malgré son adhésion à la coalition composite Alliance pour la démocratie.
| Année | Sièges | Rang |
| ----- | ------ | ---- |
| 2007  | 1/325  | 17e  |
| 2011  | 0/395  | --   |

### Représentation communale
Lors des communales de 2009, le parti a obtenu 30 sièges sur les 27 795 qui composent les 1 503 conseils communaux du Maroc, représentant ainsi un taux de 0,1 % des votes exprimés.